# Colonia Esperanza, Veracruz
Colonia Esperanza är en ort i Mexiko.   Den ligger i kommunen Fortín och delstaten Veracruz, i den sydöstra delen av landet, 230 km öster om huvudstaden Mexico City. Colonia Esperanza ligger 1 222 meter över havet och antalet invånare är 106.
Terrängen runt Colonia Esperanza är huvudsakligen kuperad, men åt nordväst är den bergig. Runt Colonia Esperanza är det tätbefolkat, med 427 invånare per kvadratkilometer. Närmaste större samhälle är Córdoba, 12,3 km sydost om Colonia Esperanza. I omgivningarna runt Colonia Esperanza växer huvudsakligen savannskog.